# Wallace (Idaho)
Wallace és una població dels Estats Units a l'estat d'Idaho. Segons el cens del 2000 tenia 960 habitants.

## Demografia
Segons el cens del 2000, Wallace tenia 960 habitants, 427 habitatges, i 237 famílies. La densitat de població era de 426 habitants/km².
Dels 427 habitatges en un 25,5% hi vivien nens de menys de 18 anys, en un 41% hi vivien parelles casades, en un 8,4% dones solteres, i en un 44,3% no eren unitats familiars. En el 39,3% dels habitatges hi vivien persones soles el 15,7% de les quals corresponia a persones de 65 anys o més que vivien soles. El nombre mitjà de persones vivint en cada habitatge era de 2,14 i el nombre mitjà de persones que vivien en cada família era de 2,85.
Per edats la població es repartia de la següent manera: un 22,9% tenia menys de 18 anys, un 6,8% entre 18 i 24, un 28,4% entre 25 i 44, un 25,8% de 45 a 60 i un 16% 65 anys o més.
L'edat mediana era de 41 anys. Per cada 100 dones de 18 o més anys hi havia 104,4 homes.
La renda mediana per habitatge era de 22.065 $ i la renda mediana per família de 33.472 $. Els homes tenien una renda mediana de 25.288 $ mentre que les dones 16.429 $. La renda per capita de la població era de 14.699 $. Aproximadament el 12,8% de les famílies i el 20,1% de la població estaven per davall del llindar de pobresa.

## Història
El 15 de setembre del 1991, es va considerar acabada la construcció del Sistema Interestatal d'Autopistes dels Estats Units amb la col·locació de l'últim senyal de tràfic a la Interestatal 90 a aquesta població.

## Poblacions més properes
El següent diagrama mostra les poblacions més properes.